# 산폴로데이카발리에리
산폴로데이카발리에리(이탈리아어: San Polo dei Cavalieri)는 이탈리아 라치오주 로마현에 위치한 코무네다. 로마로부터 북동쪽 30km 거리에 위치해있다.